# Narrozunft Villingen

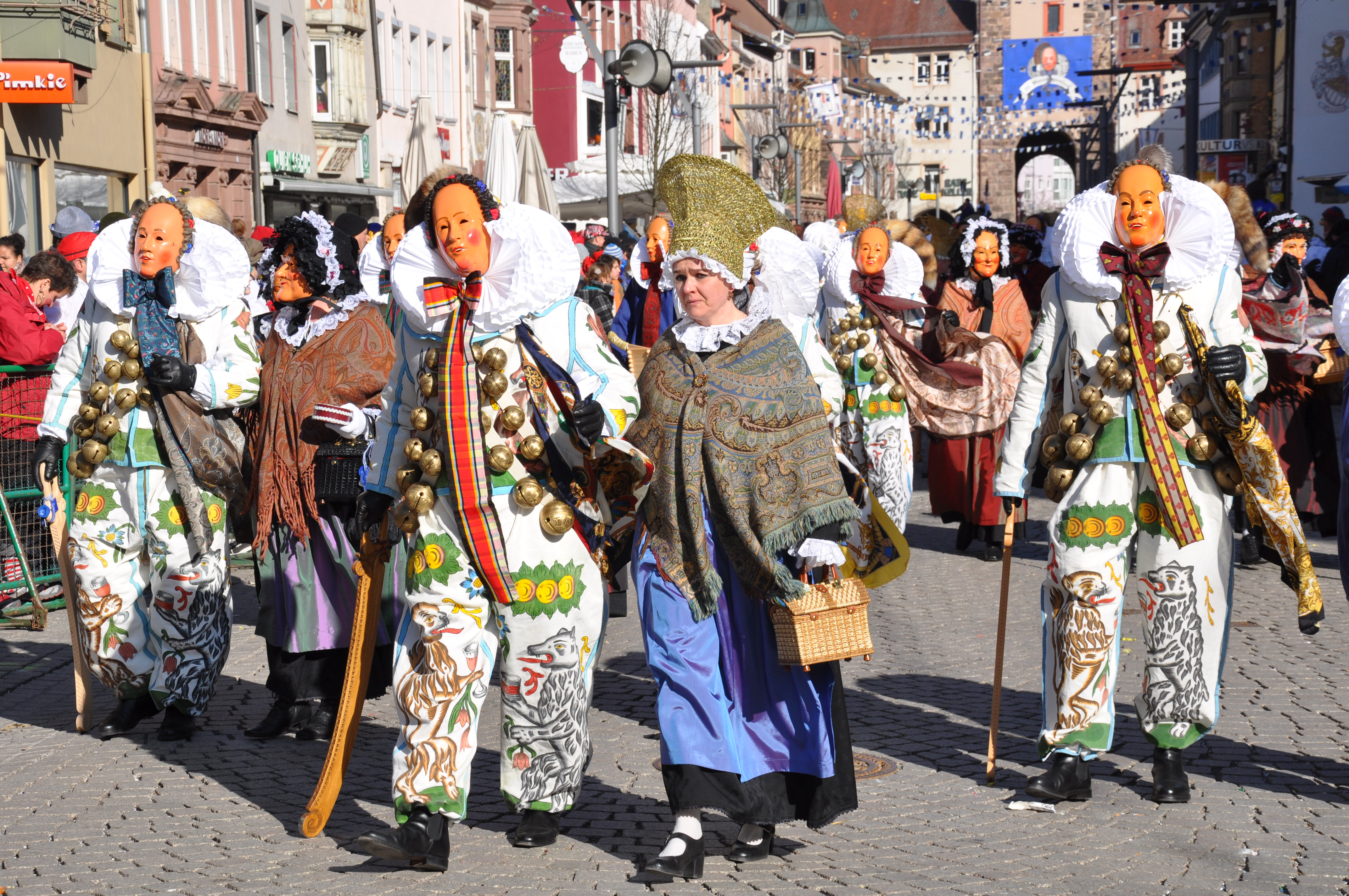
Narren der Narrozunft Villingen beim Historischen Umzug am Fasnetsmontag 2011

Die Historische Narrozunft Villingen e. V. ist eine Narrenzunft, deren Aufgabe als gemeinnütziger eingetragener Verein die Bewahrung und Förderung der historischen Villinger Fasnet ist.

## Geschichte
Der erste urkundliche Beleg für die Fasnet in Villingen stammt aus dem Jahr 1467. Im Jahr 1584 wurde die Fasnet im Zusammenhang mit Studenten der Universität Freiburg erwähnt, die damals wegen der Pest in das Franziskanerkloster nach Villingen ausgelagert war. Die Zunft geht davon aus, dass ihre Hauptfigur, der Narro, in dieser Zeit entstanden ist. In ihrer heutigen Art als eingetragener Verein wurde die Narrozunft 1882 gegründet. Die Gründer waren:
- August Bracher, Fabrikant
- Josef Ummenhofer, Bildhauer und Felsenwirt
- Schwämmle, Bäcker
- Valentin Fleck, Metzger
- August Fleig, Schuhmacher
- Norbert Mauch, Schreiner
- Gustav Fischer, Maler
- Xaver Singer, Landwirt
- Wilhelm Sieber, Steinhauer
- Franz Sieber, Uhrmacher
- Carl Valentin Kaiser, Zimmermann
- Martin Heby, Ausläufer

Nach dem Deutsch-Französischen Krieg entstanden ab 1872 die Katzenmusikgruppen, welche in Ergänzung zur bürgerlichen Fasnet, auch der ärmeren Bevölkerung Möglichkeiten bot, Fastnacht zu feiern. 1920 wurde daraus der karnevalistische Katzenmusikverein „Miau“ gegründet.
Auch in Villingen wurde die Fasnet am Ende des 19. Jahrhunderts mehr und mehr von Elementen des rheinischen Karnevals geprägt.
Am 16. November 1924 wurde auf Veranlassung der Narrozunft die Vereinigung Schwäbisch-Alemannischer Narrenzünfte (VSAN) in Villingen gegründet. Außer der Narrozunft gab es zwölf weitere Gründungsmitglieder. Sitz der Vereinigung war Villingen; der erste Präsident Josef Benjamin Grüninger II. (1873–1927), der Kassier und der Schriftführer kamen aus Villingen.
Die Glonki-Gilde wurde 1933 als weiterer Fastnachtsverein gegründet und folgte ebenfalls dem karnevalistischen Muster. Dadurch entstand eine Dualität zwischen rheinischem Karneval und schwäbisch-alemannischer Fasnet in Villingen, welche die Fastnacht in der Stadt bis heute prägt.
1955 trat die Narrozunft infolge persönlicher Auseinandersetzungen zwischen ihrem Zunftmeister und dem Präsidenten der Vereinigung Schwäbisch-Alemannischer Narrenzünfte aus dem Verband aus. Seither zeigen sich die Figuren der Narrozunft nicht mehr in anderen Städten (z. B. bei Narrentreffen), sondern sind ausschließlich in Villingen zu sehen.

## Ablauf der Villinger Fasnet

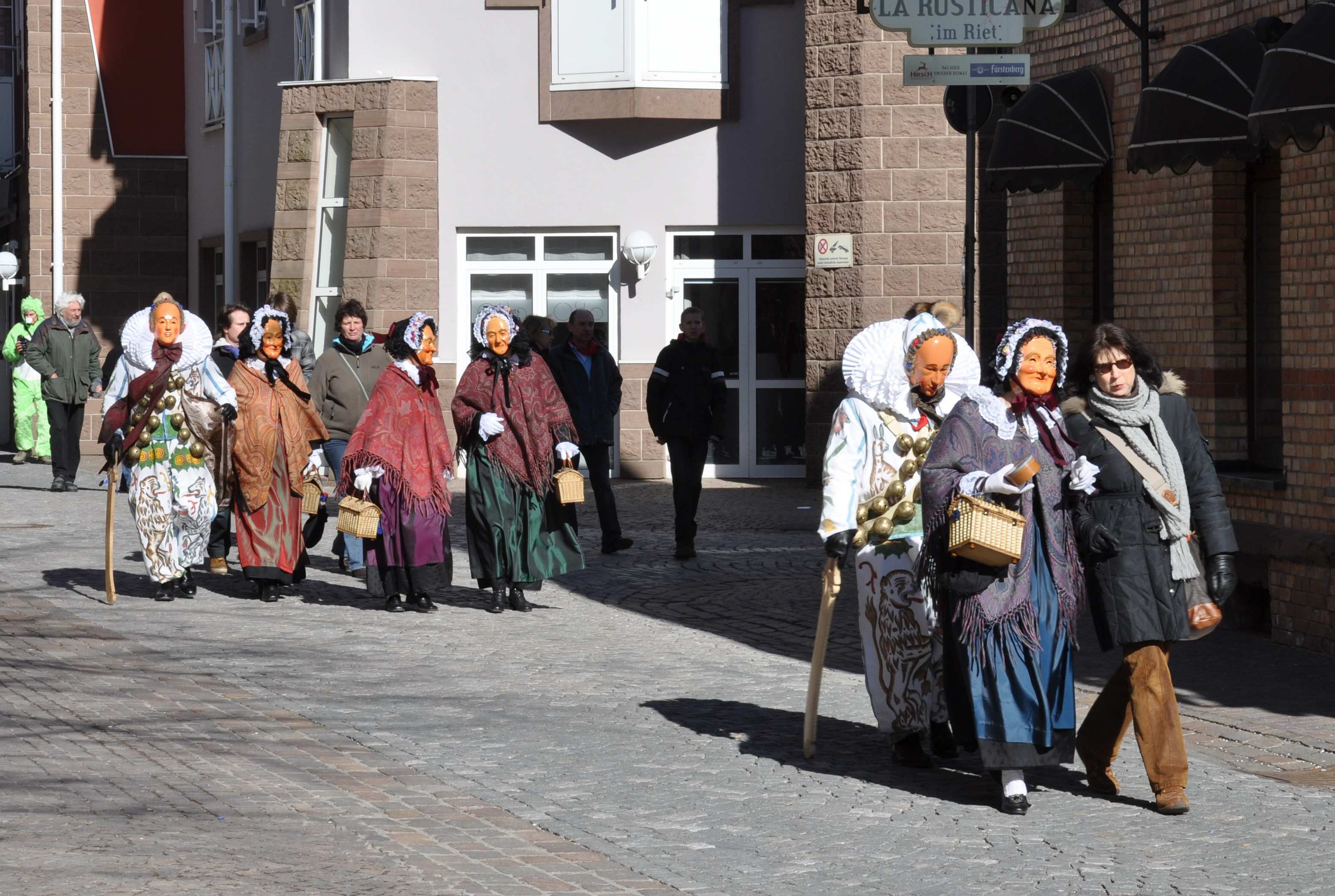
Die Narren der Narrozunft flanieren auch außerhalb der Umzüge während der Fasnet voll kostümiert durch die Stadt.

Wie in anderen Hochburgen beginnt die Fasnet auch in Villingen am 6. Januar. Die Fasnetsmasken werden in den Wohnungen aufgehängt und in der Stadt wird der Narrobrunnen geschmückt. Am Abend vor dem Schmotzigen Donnerstag findet das so genannte „Rolleschüttle“ der Narros und das „Einpfitzen“ der Butzeselgruppen statt. Am Schmotzigen Donnerstag folgt der Kinderumzug, am Fasnetssamstag das Aufstellen des Wueschtbrunnens und am Fasnetssonntag die Übergabe der Rathausschlüssel durch den Oberbürgermeister an den Zunftmeister. Am Fasnetsmontag, dem Haupttag der Fasnet, finden vormittags der Historische Umzug und nachmittags der Maschgerelauf der Narrozunft statt. Die Zeit vor, während und nach den Umzügen nutzt der Narro zum Strählen, einer Rügeform, bei der die „Gestrählten“ in humorvoller Art an ihre Verfehlungen erinnert werden. Beim großen Umzug am Fasnetsdienstag nehmen alle Villinger Fastnachtsvereine teil. Er ähnelt einem Karnevalsumzug, bei dem aus Wagen haufenweise Süßigkeiten (Malzer) in die Menge geworfen werden.
An allen Fastnachtstagen finden auch Veranstaltungen der Katzenmusik und der anderen Villinger Fastnachtsvereine statt. Es gibt keinen Tag, der der historischen Fasnet und der Narrozunft vorbehalten bleibt.

## Figuren der Villinger Fasnet

### Narro

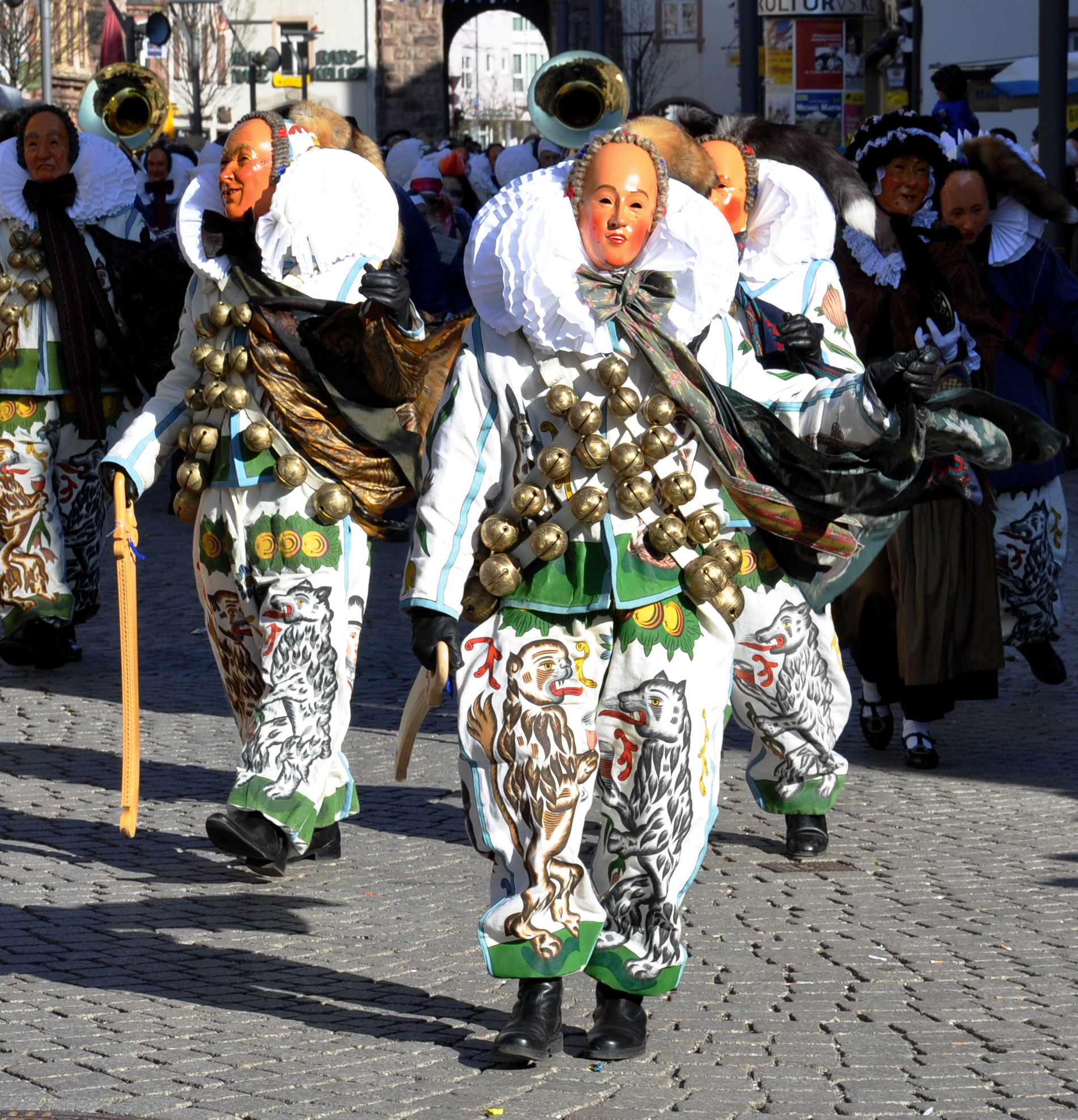
Narros

Der Narro ist die bekannteste Figur der Villinger Fasnet. Er wurde bis zur Mitte des 18. Jahrhunderts als „Masquera“ bezeichnet. Auch heute noch wird für die historischen Fasnetsfiguren das Wort „Maschgere“ im Villinger Dialekt verwendet. Der Narro gehört zur Gruppe der Weißnarren mit weißem Leinengewand, auf das mit Ölfarben Figuren, Tiere und Blumen gemalt sind. Auf der Vorderseite der Hose sind ein Bär und ein Löwe aufgemalt. Die Rückseite der Hose zeigt ein Paar in trachtenartigen Gewändern, im Volksmund „Hansele“ und „Gretele“ genannt. In der rechten Hand hält der gemalte Hansele einen löffelartigen Stock, in der linken eine Wurst. Das Gretele trägt eine kleine Kiste in der rechten Hand. Löwe und Bär halten Wein- und Honiggläser sowie Tulpen in ihren Pratzen. Auf dem Kittel sind vorne ein Fuchs und ein Hase aufgemalt. Auf dem Rücken des Kittels sieht man ein Hansele mit einer Katze. Tulpen, Pfingstrosen und Knospen sind an den Außenseiten der Ärmel aufgemalt, während an den Innenseiten Würste zu sehen sind. Über seinen Schultern trägt der Narro vier Riemen mit zirka 18 Kilogramm schweren „Rollen“ (Glocken). Komplettiert wird das Narrenhäs durch einen großen, weißen, kunstvoll gefalteten und gestärkten Kragen, der Masch' (bunte Halsschleife), dem Foulard, einem großen Seidentuch, den Zugstiefeln oder Bodinen (zeitlose, hohe, schwarze Glattlederschuhe) und schwarzen Lederhandschuhen. An der Haube sind die aus Lindenholz geschnitzte Maske und ein Fuchsschwanz befestigt. Die Maske, in Villingen Scheme (gesprochen: „Schemme“) ist der wohl kostbarste Teil der Ausrüstung. In Villingen gibt es noch einige Schnitzer, die die Masken in mühevoller Arbeit von Hand anfertigen. Durch das dünnwandige Schnitzen der Masken wird eine Veränderung der Stimme des Trägers erzielt, was die Anonymität beim Strählen sicherstellt.

### Stachi

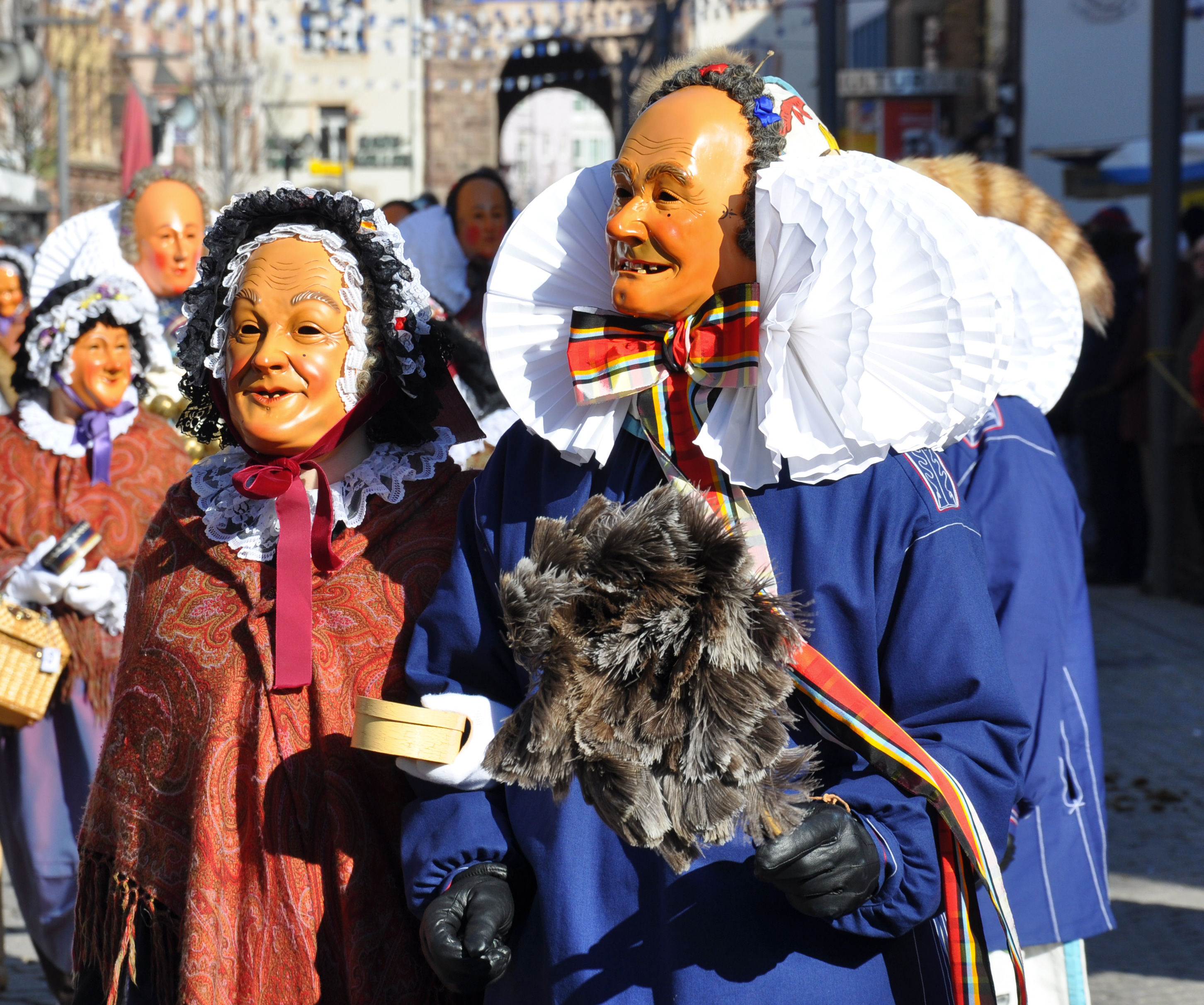
Stachi mit Surhebel-Scheme, links neben ihm ein Morbele

Der Stachi trägt die gleiche Hose wie der Narro, den Kragen und einen Fuchsschwanz. Statt der schweren Narrorollen hat er ein blaues Fuhrmannshemd an. In den Händen hält er eine Streckschere, einen Staubwedel, eine Bürste oder ähnliche Neckinstrumente. Vor dem Gesicht trägt er einen Surhebel, das heißt eine Porträtmaske, die wohl ursprünglich dazu diente, Villinger Bürger zu karikieren. Alte, bedeutende Porträtschemen sind zum Beispiel der Schloßbur, der Weberigel, der Ölmüllersurhebel, die Narrovaterscheme, der Stachelfranz, die Zacherlies oder die Holle Ageth. Erst zu Beginn des 20. Jahrhunderts wurde der Surhebel als eigenständiger Maskentyp standardisiert. Der Bildhauer Robert Neukum entwarf hierzu ausdrucksstarke Schemen mit griesgrämigem und sauertöpfischem Gesichtsausdruck. Nach dem Zweiten Weltkrieg entwickelte der Bildhauer Manfred Merz einen heiteren Surhebel mit verschmitzten Gesichtszügen. Damit bestimmt er bis heute maßgeblich den Ausdruck der Surhebelmasken. Die früher üblichen Bartschemen werden auch heute wieder gelegentlich angefertigt.
Zu Beginn des 20. Jahrhunderts tauchen neben dem Stachi im Blauhemd auch solche mit kurzen, schwarzen Umhängen, so genannten Pellerinen auf. Während diese Figur, die keinen bestimmten Namen hat, bis heute mit Kragen auftritt, gab es früher auch Stachis in alten Hausmänteln und Morgenröcken, auch solche mit Wiener Schal, jedoch ohne Kragen. Als solche traten Narros auf, sobald sie ihre Rollen am Abend abgelegt hatten, um noch weiterhin strählen gehen zu können.

### Altvillingerin

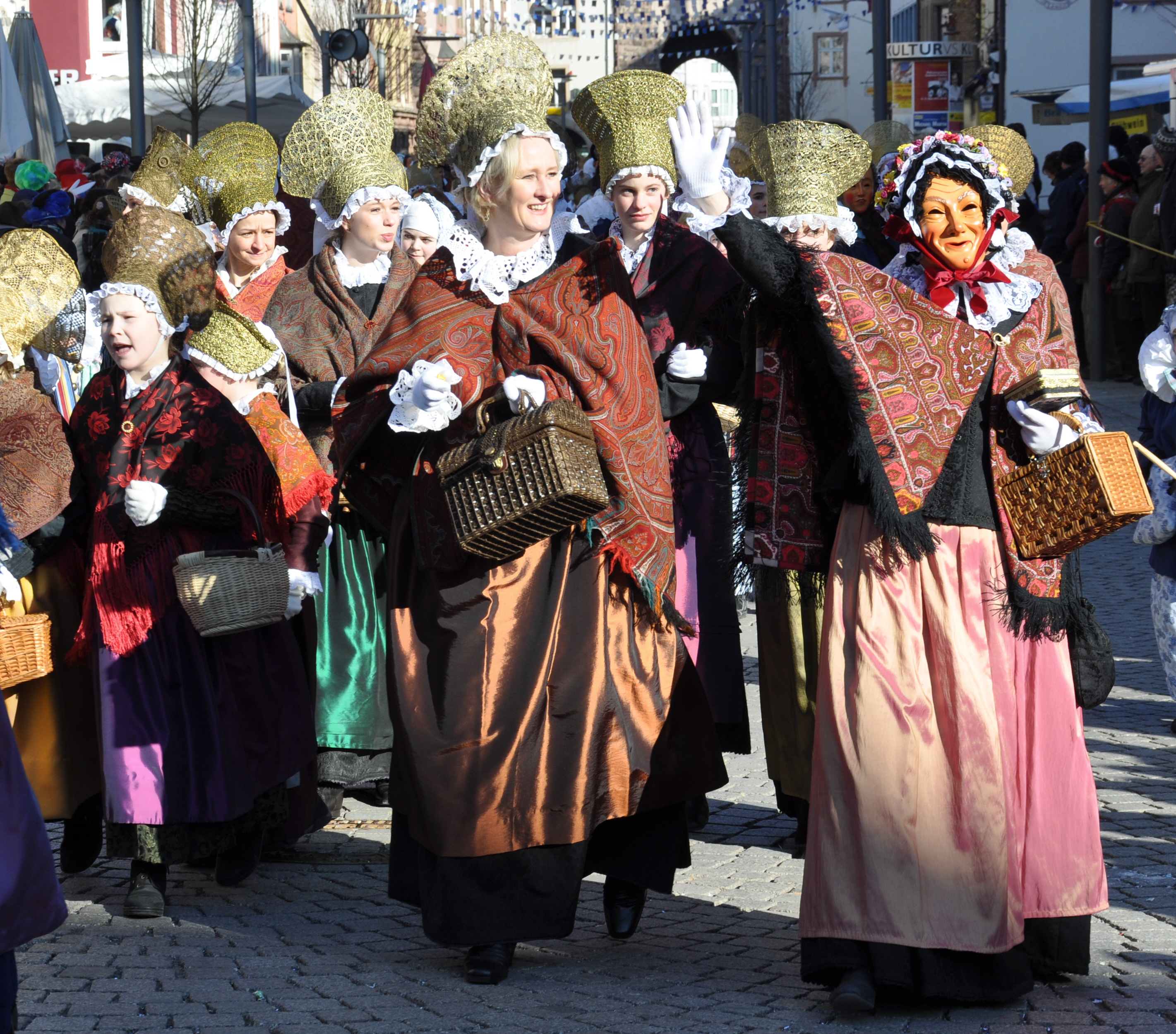
Altvillingerinnen (ganz rechts ein Morbele)

Die Tracht der Altvillingerin stammt aus dem frühen 19. Jahrhundert und war die städtische Frauenmode Villingens. Über dem langen Kleid aus dunklem, gemustertem Seidenstoff, trägt sie eine Schürze aus schillerndem Taft. Die Schultern werden von einem mit Fransen besetzten Seidenschal, bei Kälte mit einem zusätzlichen Wollschal bedeckt. Auf dem Kopf wird eine goldene, teilweise auch schwarze Radhaube getragen. Mit dem Niedergang der Festtagstracht in der Biedermeierzeit fand sie zunehmend Verwendung in der Fastnacht. Sie gestattete Frauen, am Narrenlaufen aktiv teilzunehmen. Bis ins 19. Jahrhundert hinein war das Fastnachtstreiben den Männern vorbehalten. Eine Maskierung in Form von Stoff- und Wachslarven war von Beginn an Bestandteil der Altvillingerin als Fastnachtsfigur. Ab den 1930er Jahren wurden diese durch Holzschemen ersetzt. Wenn die Altvillingerin den Narro beim Strählen begleitet, trägt sie teilweise eine dünnwandig geschnitzte Holzmaske mit mädchenhaftem, lächelndem Ausdruck. Nach dem Strählen erhält der Gestrählte von der Altvillingerin „Schnupfede“, Süßigkeiten aus ihrem „Schnupfdösle“, einer kleinen Bonbonniere, die sie in einem dunklen Täschchen mit Spitzen und Zugband bei sich führt.

### Morbili

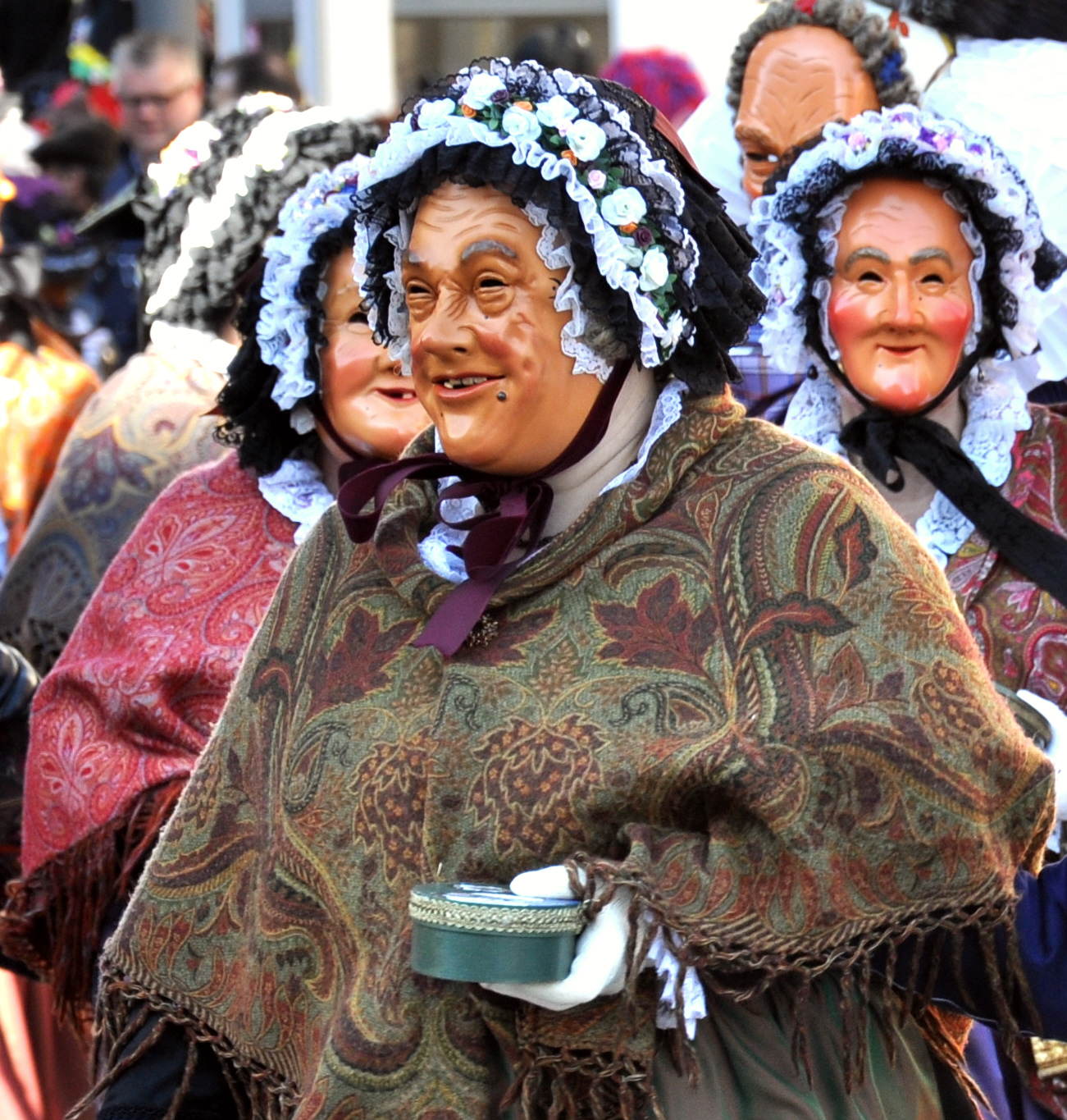
Morbele

Die Begleiterin des Stachis ist das Morbili, auch Morbele genannt. Sie ist die ideale Ergänzung zum Surhebel und entstand als weitere Frauenfigur Mitte der 1920er Jahre. Ihre Kleidung entspricht der Altvillingerin. Sie unterscheidet sich aber durch die Maske und die Kopfbedeckung. Die Maske stellt ein altes, verschmitztes, weises Weib dar und wird von einem mit Blumen besetzten Spitzenhäubchen umrahmt. Auch das Morbili tröstet die Gestrählten mit gedörrten Zwetschgen, „Malzern“ und Pralinen aus ihrem geflochtenen Deckelkörbchen, im Volksmund „Krättle“ genannt.

### Butzesel

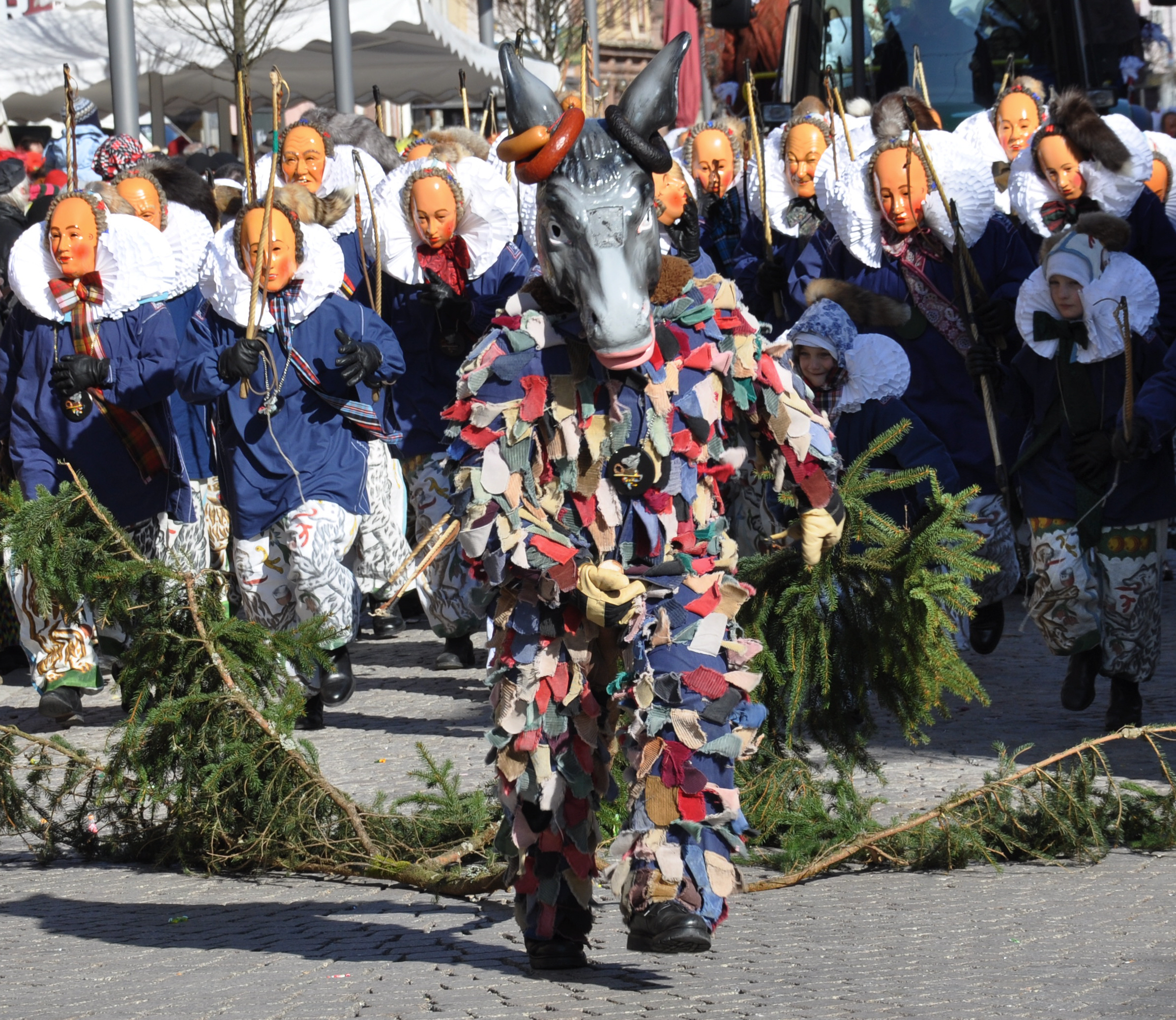
Butzesel und Triiber

Der Butzesel ist eine mit einem Blätzlehäs bekleidete Tierfigur. Das Blätzlehäs besteht aus einem einfachen Anzug, benäht mit vielen kleinen, in Ziegelform geschnittenen Stoffstückchen, die „Blätzle“ genannt werden. Auf dem Kopf trägt der Butzesel eine große Eselsmaske. Von den „Triibern“ (Stachis) begleitet, die Fuhrmannspeitschen in der Hand tragen, reitet er auf einem Fichtenast durch die Stadt und ahmt die Stimme und das Gebaren eines grimmigen Tiers nach. Gelingt es dem Butzesel, den Triibern in ein Wirtshaus zu entwischen, so darf er dort auf deren Kosten essen und trinken. Jüngeren Datums ist der Brauch, dass der Butzesel Würste aus Metzgereien entwendet.
Die Figur des Butzesels war lange Zeit durch Verbote des 19. Jahrhunderts aus dem Fasnetgeschehen verschwunden. Erst zu Beginn des 20. Jahrhunderts wurde er wiederbelebt. Heute gibt es vier Butzeselgruppen und eine Kinderbutzeselgruppe. Während früher nur wenige Triiber die Eselsfigur begleiteten, hat sich deren Zahl nach dem Zweiten Weltkrieg um ein Vielfaches vermehrt.

### Wuescht

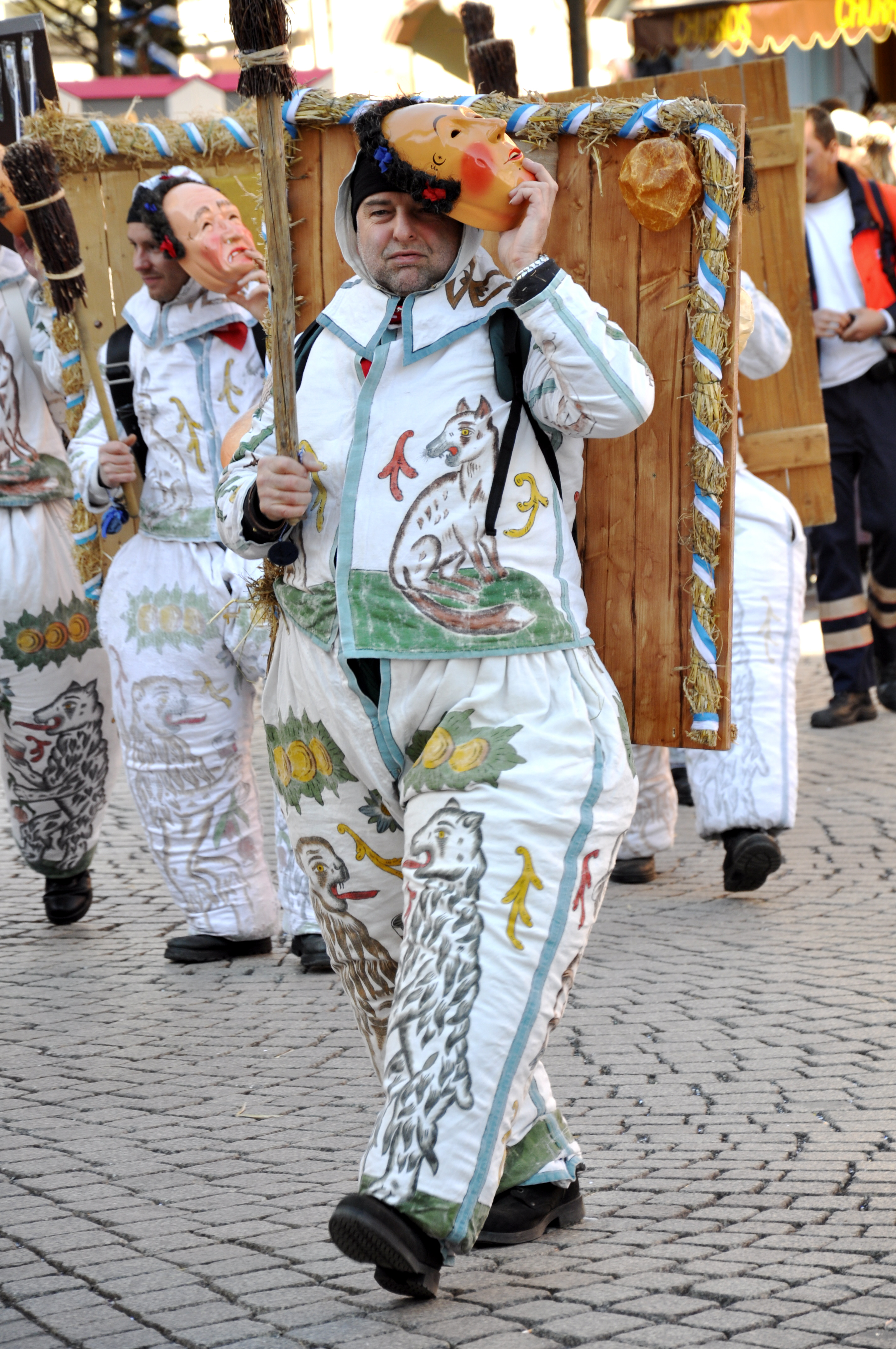
Wuescht

Dick mit Stroh ausgestopft ist das abgetragene Narrohäs der Wuescht. In der Hand führen die Wuescht einen Besen, den sie beim Rennen erheben und somit signalisieren, dass die Kinder sie mit Schneebällen und Tannenzapfen bewerfen können. Der Wuescht bietet ihnen willig eine Zielscheibe: Auf dem Rücken trägt er hierzu ein Brett mit einer alten Stoffpuppe, im Dialekt „Lumpendogge“ genannt, oder ähnlichem Unrat. Am Aschermittwoch wird das gestopfte Stroh aus den Hosen genommen und feierlich verbrannt.

## Narro- und Wueschtsprüche
Narro, Narro, Wiisbrod,
gib mer e Schtickle Schwarzbrod!
Narro, sibe Sih,
sibe Sih sin Narro gsi!
Narro, Narro, Lumpehund,
häsch nit gwisst, dass d’Fasnet kunnt,
hättsch dirs Mul mit Wasser griebe,
wär dirs Geld im Beitel bliebe,
Narro, Narro, Lumpehund !
Giizig, giizig, giizig isch de Narro
und wenn de Narro nit giizig wär,
no gäb er au en Malzer her.
I de Gerberstroß am Eck,
dert wohnt de Riebele-Bäck,
er streckt de A… zum Fenschter nuus,
ma mont es wär en Weck.
Es isch kon Weck, es isch kon Weck,
es isch de A… vom Riebele-Bäck!
Do kunnd e Frau gelaufe
un will de Wecke kaufe,
no sait de Riebele-Bäck:
Min A… isch doch kon Weck!
es isch kon Weck, es isch kon Weck,
es isch de Ar… vom Riebele-Bäck!
Im Januar, im Februar, im März un im April,
do sin die Meidle kitzilig,
do ka ma, we ma will.
Im Mai, im Juni, im Juli un Auguscht,
do isch die saure Gurkeziit,
do hon se kone Luscht.
September, Oktober, November un Dezember,
Meidle lupf de Rock in d'Höh' 
un zoeg ma din Kalender!
De leck mi am A.. hät Hochzit ket
Mit fiddliputzers dochter
De schieß drini isch getti gsi
Drum isch's a schene Hochzit gsi